# The Galloping Ghost (1931)

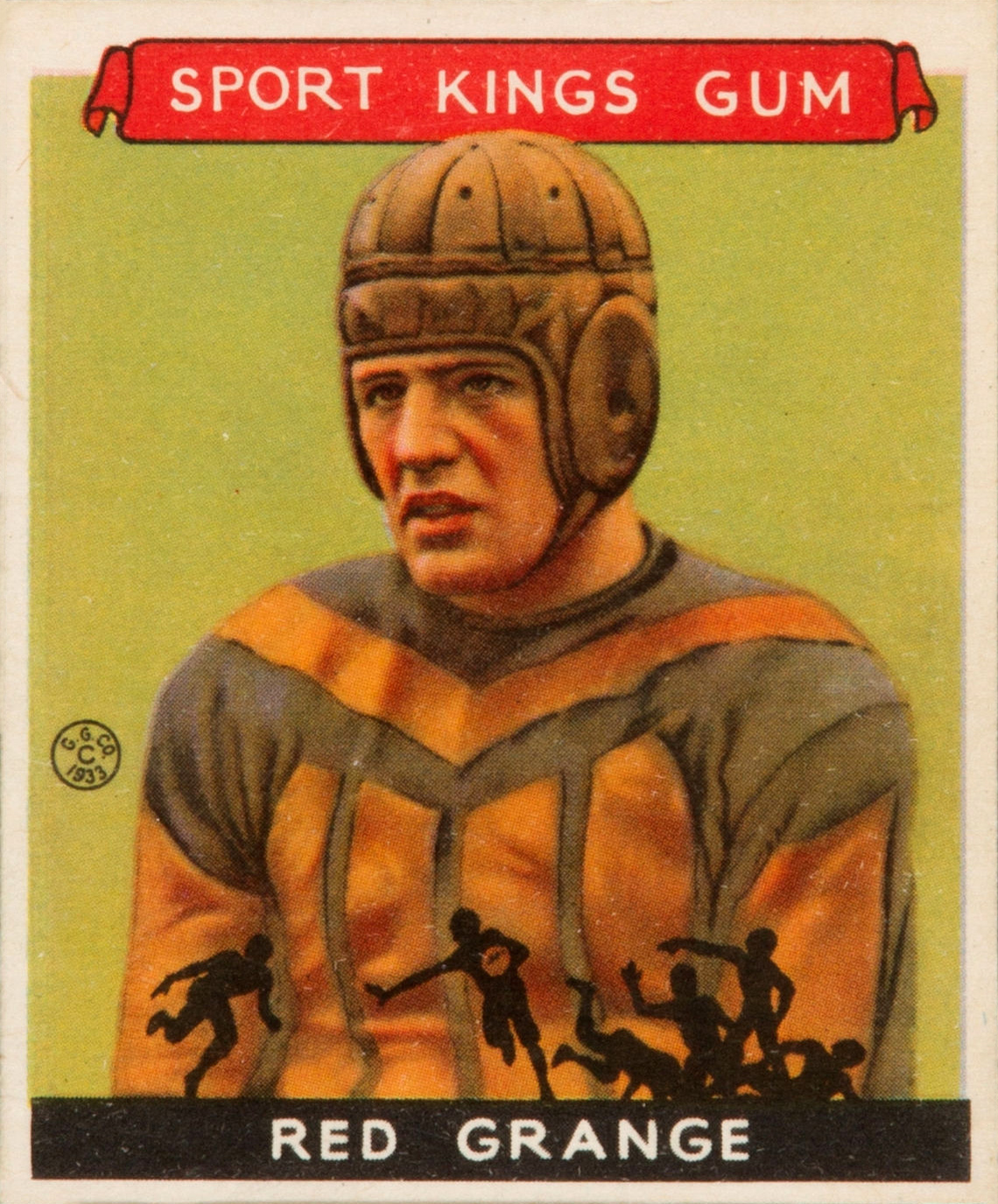
Red Grange, astro do futebol americano que interpreta personagem homônimo no seriado.

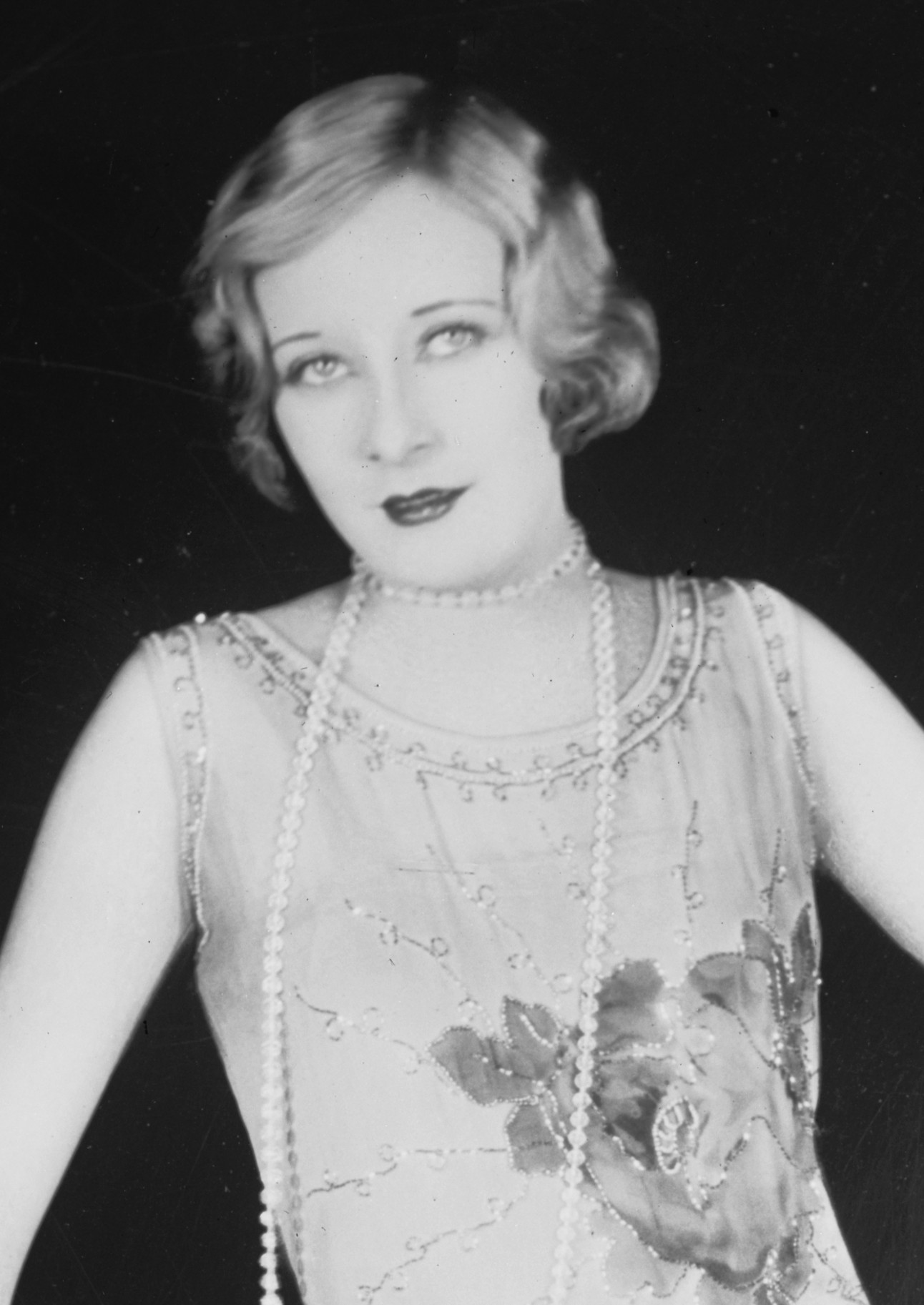
Gwen Lee, que interpreta Irene Courtland, esposa secreta de Buddy, amigo de Red, que faz chantagem pois sabe que seu casamento pode expulsá-lo do Clay College.

The Galloping Ghost é um seriado estadunidense de 1931, gênero ação, dirigido por B. Reeves Eason e Benjamin H. Kline, em 12 capítulos, estrelado por Harold 'Red' Grange, Dorothy Gulliver e Walter Miller. Foi produzido e distribuído pela Mascot Pictures, e veiculou nos cinemas estadunidenses a partir de 1 de setembro de 1931. O título é o apelido do astro de futebol Harold 'Red' Grange.

## Sinopse
Red Grange é expulso do time de futebol do Clay College Football, acusado de um suborno que, na verdade, foi feito por seu amigo Buddy Courtland. Red então começa a investigar e procurar o responsável, e eventualmente limpa seu nome e ele e o amigo são reintegrados na equipe.

## Elenco
- Harold 'Red' Grange .. Red Grange, estrela de futebol do Clay College, que é tirado da equipe após ser acusado de planejamento para o próximo jogo
- Dorothy Gulliver … Barbara Courtland, irmã de Buddy e namorada de Red
- Tom Dugan … Jerry
- Gwen Lee … Irene Courtland, esposa secreta de Buddy que faz chantagem pois sabe que seu casamento pode expulsá-lo do Clay College
- Ralph Bushman  … Buddy Courtland, amigo de Red envolvido no suborno que resultou na sua expulsão
- Theodore Lorch … Dr Julian Blake, o esquisito vilão
- Walter Miller … George Elton
- Edward Hearn  … Harlow
- Ernie Adams  Brady
- Tom London … Mullins
- Frank Brownlee … Tom
- Edward Peil Sr. .. treinador
- Joe Mack .. Lefty
- Stepin Fetchit … Snowball
- Dick Dickinson … Mogul Taxi Clerk
- Wilfred Lucas … Comentarista esportivo
- Yakima Canutt … capanga
- Lon Chaney Jr. … capanga
- Fred Toones … fã de futebol

## Produção
Grange recebeu este papel graças ao seu gerente de negócios e proprietário de teatro, Frank Zambrino. O seriado levou três semanas para ser filmado e Grange ganhou US$ 4.500.
O diretor B. Reeves Eason foi despedido durante as filmagens, e substituído por Benjamin H. Kline, que não foi creditado.

### Dublês
O seriado foi filmado em uma época antes de os dublês fazeram quase todas as cenas de perigo, portanto, Grange teve que ser seu próprio dublê.

## Capítulos
1. The Idol of Clay
2. Port of Peril
3. The Master Mind
4. The House of Secrets
5. The Man Without a Face
6. The Torn $500 Bill
7. When the Lights Went Out
8. The Third Degree
9. Sign in the Sky
10. The Vulture's Lair
11. The Radio Patrol
12. The Ghost Comes Back

Fonte: